# المت
المت اولین رمان فیونا موزلی است که در سال ۲۰۱۷ منتشر شد. در سپتامبر سال ۲۰۱۷، این کتاب در فهرست جایزه جایزه ادبی من بوکر ۲۰۱۷ قرار گرفت.

## جوایز
- جایزه ادبی من بوکر

## جایزه ادبی من بوکر
یکی از مهم‌ترین جوایز ادبی دنیاست که هر سال به بهترین رمان جدید انگلیسی‌زبان اعطا می‌شود.